# フルトン駅
フルトン駅（英語：Fulton Station ）は、アメリカ合衆国ケンタッキー州フルトン ジェファーソン・ストリート108にある駅。 全米各地を結ぶ旅客鉄道のアムトラックが乗り入れている。

## 概要
フルトン駅は、カナディアン・ナショナル鉄道が通るフルトンの町の北に位置している。1859年イリノイ・セントラル鉄道はフルトンに達した。20世紀の前半、新しい駅舎が建設され、そのころ1日30本以上の旅客列車が行きかっていた。20世紀の後半、トラック輸送の発展と空路の発達により旅客列車の本数が確実に減少したのでイリノイ・セントラル鉄道はフルトン事務所を閉鎖した。1979年に、古い駅舎は取り壊された。このことにより、アムトラックは町の北側に移転せざるをえなくなった。

## 利用可能な鉄道路線／列車
アムトラックの発着する列車は下記の通り。
シカゴとニューオーリンズ間の夜行長距離列車シティ・オブ・ニューオーリンズ号…1日1往復発着